# پامالی

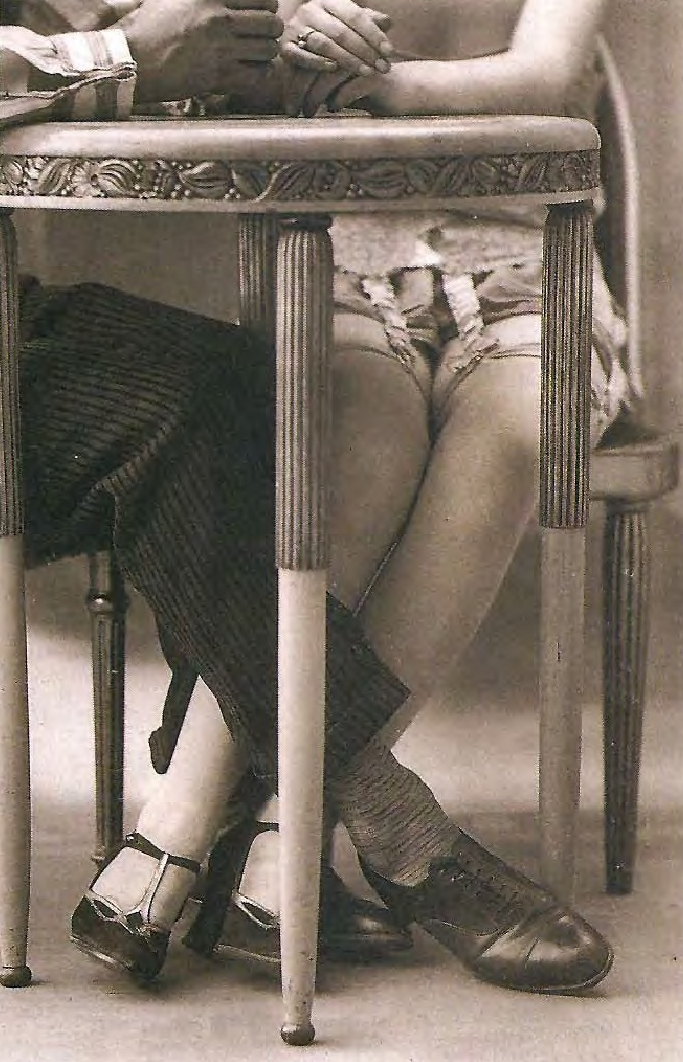
دو نفر در حال بازی با پاهایشان

پا مالاندن، پامالی، فوتسی (به انگلیسی: Fotsies) یک نوع لاس زدن است که در آن دو نفر پاهای خود را زیر یک میز یا مکان دیگری، به عنوان نوعی عشق‌بازی، لمس می‌کنند و به هم می‌مالند. این بازی یا به عنوان یک نوع زبان عشوه یا صرفاً برای لذت انجام می‌شود. اگرچه پامالی ذاتاً عاشقانه نیست، اما ماهیت آن به عنوان نوعی لمس بازیگوشانه، اغلب بین عاشقان بدون بحث و به عنوان نشانه محبت انجام می‌شود.

## تأثیرات
یک مطالعه در سال ۱۹۹۴ در مورد روابط مخفیانه، شرکت‌کنندگان (دانشجویان از ایالات متحده) یک بازی کارتی مشترک انجام دادند. در آن به گروهی آموزش داده شد که با رقیب کارت بازی خود پامالی انجام دهند. از این میان، افرادی که پامالیدنشان مخفی نگه داشته شد، جذابیت شریک بازی خود را به‌طور قابل توجهی بالاتر از کسانی که پا نمی‌مالاندند یا کسانی که پامالیشان به‌طور عمومی دیده می‌شد، رتبه‌بندی کردند.

## در فرهنگ‌عامه و درمان
نویسنده کمیک آمریکایی رابرت کرام در سال ۱۹۸۷ یک داستان مصور اتوبیوگرافیک به نام «فوتسی» منتشر کرد که به «برخورد نوجوانان با پاهای موجودات شهوانی مختلف در مدرسه» می‌پردازد و «معمولاً تصویری از فانتزی‌های شهوانی بی‌شمار کرام را به تصویر می‌کشد».
در تمرین نیام کف‌پایی از دستگاهی به نام footsie roller برای پا استفاده می‌شود.